# Rokan Hilir
Rokan Hilir is een regentschap dat deel uitmaakt van de provincie Riau op het eiland Sumatra, Indonesië. Het regentschap heeft een oppervlakte van 8.881,59 km² en heeft 440.894 inwoners (2004). De hoofdstad van Rokan Hilir is Bagansiapiapi.

## Kecamatan
Rokan Hilir bestaat uit 13 kecamatan.
- Bangko
- Sinaboi
- Rimba Melintang
- Bangko Pusako
- Tanah Putih Tanjung Melawan
- Tanah Putih
- Kubu
- Bagan Sinembah
- Pujud
- Simpang Kanan
- Pasir Limau Kapas
- Batu Hampar
- Rantau Kopar